# Pyrausta vicarialis
Pyrausta vicarialis is een vlinder van de familie van de grasmotten (Crambidae). De wetenschappelijke naam van deze soort is voor het eerst voorgesteld als Botys vicarialis door Pieter Snellen in een publicatie uit 1875.
De soort komt voor in Colombia.